# Krajevna skupnost Bizeljsko
Bizeljsko je krajevna skupnost v občini Brežice. Leži na severovzhodnem delu občine in obsega naselja Bizeljsko, Bizeljska vas, Brezovica, Bukovje, Drenovec, Dramlja, Gregovce, Nova vas, Orešje in Vitna vas. Sedež krajevne skupnosti je v kraju Bizeljsko. Bizeljsko ima svojo osnovno šolo, vrtec, župnijo, zdravstveno in zobno ambulanto in lekarno.
Krajevno skupnost je na vzhodu zamejena s strugo reke Sotle, na severu s slemeni hribovja Orlica na jugu in zahodu je krajevna skupnost zamejena s potokom Dramlja. Ozemlje krajevne skupnosti obsega Obsoteljsko ravnico, ki proti zahodu in severu prehaja v gričevnat svet Bizeljskih goric ter na skrajnem severu preidejo v južna pobočja Orlice.

## Ime
Pokrajina in kasneje kraj naj bi dobila ime po gradu Vysell. Ime se naj bi razvilo v 12. stoletju. Prva omemba kraja je iz 13. stoletja. V nemškem jeziku se je oblikovalo ime Wisell, ki so ga domačini slovenili v Bizelj in kasneje v Bizeljsko. Ime za kraj Bizeljsko se uveljavi šele v 20. stoletju z združitvijo nekdanjih naselji Zgornja in Spodnja Sušica.

## Zgodovina
Predhodnica današnje krajevne skupnosti je občine Bizeljsko, ki je bila ustanovljena leta 1849. Kot občina je Bizeljsko z vmesnimi prekinitvami obstajalo vse do leta 1955, ko je bilo priključeno občini Brežice. V sedemdesetih letih 20. stoletja je bila ustanovljena krajevna skupnost, ki obstaja vse do danes.
Občina je bila ustanovljena leta 1849 in je bo ob svojem nastanku spadala v deželo Štajersko. Občina je bila del okrajnega glavarstva Brežice v Mariborskem okrožju.  
Občina je leta 1910 obsegala 30,66 km2 oziroma 15% okraja Brežice. Po popisu prebivalstva iz leta 1869 v občini živelo 3147 prebivalcev, od tega je bilo 1062 žensk in 1545 moških. To je predstavljalo 18,9% vsega prebivalstva brežiškega okraja.
leta 1900 so v občini delovali pošta v Zg. Sušici, poštna nabiralnica v Stari vasi, dve babici ter gasilsko društvo. Občina je imela tudi štiri orožnike v Sp. Sušici. V Orešjem je delovala ljudska šola z enim razredom, Zg. Sušici pa s štirimi. V spodnji Sušici je bila tudi pribitna in gospodarska zadruga. Leta 1910 je občina dobila še svojega zdravnika v Zg. Sušici, ustanovljeno je bilo Kmetijsko fililano društvo ter v Orešju še en razred ljudske šole.
Po prvi svetovni vojni občina nadaljuje z obstojem. Leta 1921 je občina skupaj z brežiškim srezom v ljubljansko oblast. Prve volitve so v bizeljski občini izvedli spomladi 1921. Izvolili so 24 odbornikov. Občinski zbor so volili še leta 1924 in 1927. Leta 1929 je bil občinski zbor razpuščen in na njihovo mesto je veliki župan ljubljanske pokrajine imenoval nove odbornike. Takšna sestava je ostala do leta 1931, ko se ponovno uvede voljeno zastopstvo. Sedež občine je v novi državi ostal v Zgornji Sušici. Poleg sedeža je bila tam stacionarna še pošta, žandarmerijska postaja, sedež zdravstvenega okoliša, narodna šola s 6 oddelki. Narodne šole so bile še v Orešjem z enim oddelkom in v Stari vasi s tremi oddelki.
V drugo svetovno vojno je občina stopila 11. aprila 1941. Na ta dan je nemška vojska zasedla občino in vpeljala vojaško upravo. V tem času je vojska zasegala orožje in vojaško opremo, ki jo je za seboj pustila jugoslovanska vojska. 14. aprila je bila vpeljana civilna uprava za Spodnjo Štajersko. Ob vpeljavi nove uprave je bilo razrešeno dotedanje vodstvo občine. Na njihovo mesto je politični komisar okraja Brežice nastavil nove župane, ki so bili lojalni okupacijski oblasti. Na Bizeljskem je tako postal župan Georg Druschkovitsch. Upravni jezik je postala Nemščina. Potekalo je tudi preimenovanje naselji, tako je se je Bizeljsko preimenovalo v nemški Wisell.  Nemška okupacijska oblast je 11. novembra 1941 začela z izseljevanjem občine. Iz občine so izselili 3011 ljudi. Po izselitvi slovenskega prebivalstva je decembra 1941 prišlo 370 Nemcev iz Besarabije. Z njihovim prihodom je sočasno potekala tudi reorganizacija občinske uprave. Organizirali so tako imenovane glavne občine. Nekdanjo občino Bizeljsko so združili z občino Župelevec in tako ustanovili veliko občino Wisell (Bizeljsko). 
Po vojni se je oblikoval Krajevni Ljudski odbor Bizeljsko. Krajevni odbor je deloval v takšni obliki do leta 1952, ko je bila ponovno ustanovljena občina Bizeljsko. Sedež občine je bil v Zgornji Sušici. Občina je bila del okraja Krško. Leta 1955 je občina prenehala delovati in je bila vključena v občino Brežice. Z uvedbo samoupravljanja leta 1974 se na območju nekdanje bizeljske občine ustanovi krajevna skupnost Bizeljsko.
V samostojni Sloveniji je leta 1994 na Bizeljskem potekal referendum od ustanovitvi samostojne občine. Volivci se takrat niso odločili za lastno občino. Večina (55,7%) je glasovala proti. Za je glasovalo 41,7%. Bizeljsko je po tem referendumu ostalo v sklopu občine Brežice. Od osamosvojitve do danes je bilo sedem sestavov krajevne skupnosti. Šest sestavov je bilo izvoljenih na rednih lokalnih volitvah, zadnji sestav je bil izvoljen leta 2016 na izrednih lokalnih volitvah.

## Prebivalstvo skozi čas
| Leto/Kraj | Bizeljska vas | Bračna vas | Brezovica | Bukovje | Dramlja | Drenovec | Gregovce | Nova vas | Orešje | Sp. Sušica | Stara vas | Vitna vas | Zg. Sušica | Skupaj |
| 1869      | 166           | 103        | 328       | 223     | 190     | 260      | 159      | 89       | 367    | 177        | 461       | 177       | 447        | 3147   |
| 1883      | 172           | 108        | 329       | 221     | 181     | 259      | 187      | 94       | 425    | 176        | 456       | 163       | 542        | 3313   |
| 1890      | 149           | 106        | 336       | 220     | 168     | 278      | 176      | 94       | 417    | 173        | 471       | 171       | 559        | 3318   |
| 1910      | 148           | 134        | 337       | 212     | 214     | 351      | 184      | 111      | 458    | 221        | 533       | 211       | 596        | 3710   |
| 1931      | 152           | 124        | 316       | 225     | 216     | 317      | 156      | 117      | 400    | 177        | 450       | 182       | 485        | 3317   |
| 1948      | 130           | 90         | 310       | 177     | *       | 306      | *        | 97       | 403    | 206        | *         | 149       | 530        | 2396   |
| 1953      | 134           | 84         | 290       | 166     | 184     | 275      | 95       | 93       | 423    | **         | 477       | 158       | **         | 3126   |

* Vrednost manjka
** Leta 1953 so Zgornja in Spodnja Sušica združeni v Bizeljsko (747 preb.). 

## Društva
V krajevni skupnosti delujejo Turistično društvo,  Lovska družina, Društvo kmečkih žena, Športno društvo, Društvo ljubiteljev motociklov Vrageci, Društvo vinogradnikov Bizeljsko, Društvo upokojencev, Društvo izgnancev Slovenije 1941-1945 ter dve pevski društvi Moški pevski zbor Bizeljsko in Ljudski pevci Bizeljsko. Aktivno delujeta dve prostovoljni gasilski društvi na Bizeljskem in v Stari vasi.
V času Avstro-ogrske je na Bizeljskem delovalo gasilsko in kmetijsko društvo. Po prvi svetovni vojni je delovalo poleg gasilskega društva še prosvetno, pevsko, vinarsko, več podružnic Jadranske straže, pomladek Rdečega križa, dve Strelski društvi, pevsko društvo in Sokoli Kraljevine Jugoslavije.

## Znamenitosti
- Repnice
- Nuječev hrast
- Grad Bizeljsko
- Gnezdišče ptiča čebelarja
- Cerkev sv. Lovrenca
- Lusthaus

## Znane osebnosti
- Anton Martin Slomšek
- Adrian Makso